# Astomum japonicum
Astomum japonicum là một loài rêu trong họ Pottiaceae. Loài này được G. Roth mô tả khoa học đầu tiên năm 1911.